# ماته دراگه‌چوویچ
ماته دراگه‌چوویچ (به کرواتی: Mate Dragičević؛ زاده ۱۹ نوامبر ۱۹۷۹ در ماکارسکا، کرواسی) بازیکن فوتبال اهل کرواسی است.
او پیشتر در باشگاه فوتبال پرسپولیس بازی می‌کرد. دراگه‌چوویچ سابقه بازی در داک دونایسکا استردا و پرث گلوری را هم دارد.